# GrimFest
GrimFest (indtil 2016 Danmarks Grimmeste Festival) er en musikfestival i Aarhus, som afholdes hvert år den første weekend i august. Festivalen blev afholdt første gang i 2004 og præsenterer upcoming musik fra ind- og udland i en bred vifte af genrer. Udover musikken kan man også opleve poetry slam, DM i bilkort og stand-up comedy. Desuden afholder GrimFest skateboard-konkurrence lørdag formiddag med deltagere fra både ind og udland.
De seneste år har Jøden, Jonny Hefty og Henrik Hass været konferencier på GrimFest. Festivalens navn er et ordspil på festival-pendanten i Skanderborg, Smukfest, men også inspireret af det sted, hvor festivalen afholdes - nemlig på Grimhøjgaard i Brabrand, Aarhus.

## Historie
GrimFest blev grundlagt af de fire skibonitter, Mette Pedersen, Rune Pedersen, Theis Smedegaard og Aage Stokholm, da de ville holde en privat fest for nogle venner på Grimhøjgaard og har udviklet sig til at være en etableret musikfestival. Siden 2017 har festivalen været drevet af Aage Stokholm, som er den eneste tilbageværende af de fire oprindelige grundlæggere. Grimhøjgaard har eksisteret siden 1850 og har primært fungeret som et landbrug, før den blev hjemsted for en årlig festival. Gården ligger midt i det rekreative område Skjoldhøjkilen .

## Musikken
Flere danske navne har gennem tiden fået spilletid på festivalen, før de blev etablerede navne i den danske musikbranche. Det er specielt genrerne Rapmusik, rock, indie, og elektronisk musik, der er repræsenteret i festivalens line-up.
Festivalen har tre scener: Bonzaiscenen, hvor der hovedsageligt bliver spillet hiphop og urban musik. Skovscenen, hvor festivalens største navne spiller. Og UnderGrim, hvor der bl.a. er stand-up comedy og poetry slam.

## Line-up gennem tiden
- 2004: Barcode, Carpark North, DJ Bs, Eldorado Lux, Kashmir Superjam, Monstah, Pinboys, Pistolas, Robudo, The Artems, The Fields, The Guv'nors

- 2005: Aimology, Badun, Blunt, Boil, Burning Primitive, DJ Bs, DJ Niz, DJ Olivinyl, Fabel Forstand, Karsten Pflum, Love Julie, Organiseret Riminalitet, Pinboys, Pops Jabu, Powersolo, Robudo, Sofus Forsberg, Suck My Fashion, The Fields, Vincent van Go Go

- 2006: A Class, Aimology, Alliancen, Analogik, Andaheart, Babylove and the Van Dangos, C-Mon & Kypski, DJ AV, DJ Bs, Djosos Krost, F.U.K.T., Fabel Forstand, Fler Farver, Funky Nashville, Highway Child, Hvid Sjokolade, Jonny Hefty, Junkyard-production, Jøden, Karsten Pflum, Kiloton, Langsyne, Leisure Alaska, Liquid, Livets Brød, Per Vers, Planplotfobi, Powersolo, Robudo, Screamin Eric, Sidste Ambulance, The Alpine, The Bandit, The Dub Collective, The Holiday Show, Vincent van Go Go

- 2007: A Kid Hereafter, Analogik, Baby Woodrose, Baconflex, Carlas, Darrell Slim, DJ Bs, DJ Drop DnBZone, Gypsies, Haven Morgan, J Tex and Volunteers, Je m'appelle Mads og Bounty Niller, Jøden, Kong Salami, Lily Electric, Mike Sheridan, Murder, Powersolo, Ras Bolding, Robudo, Rump DJ's, Skvulp, Soko, Static & Nat Ill, The Royal Highness, Utah, Vektor Musik, Vincent van Go Go

- 2008: Are We Brothers, As In Rebekkamaria, BliGlad, Bloodgroup, Blunt, Cola Freaks, DJ Bs, Djosos Krost, Js Fuck and the Hippies From Hell, Jøden, Kim and the Cinders, Kings of Dark Disco, Kiss Kiss Kiss, Kong Salami, Lis er Stille, Majors, Munich, Robudo, Snake and Jet's Amazing Bullit Band, SuperTroels, The Asteroids Galaxy Tour, The Tremolo Beer Gut, Tilde, Turboweekend, Vincent van Go Go

- 2009: A Kid Hereafter, Analogik, Balstyrko, Beta Satan, BliGlad, Crystal Sky Butterfly, Death to Frank Ziyanak, DJ Bs, Emily and The Orgasm Addicts, Grim Stand-up, Ibrahim Electric, Je m'appelle Mads og Bounty Niller, Lucy Love, Maria Timm, Mejeriet, New Deviants, Odd Man Out and One Love, Powersolo, Robudo, Scamp, Striving Vines, The Blue Van, The Broken Beats, The Defectors, The Good The Bad, The Guv'nors, The Wong Boys, Troels Abrahamsen, Vincent van Go Go, Vinnie Who

- 2010: Analogik, Bikstok Sound DJfeat. Pharfarog Eaggerman, Bjørn Svin, Bo Marley, Bumsestilen, Candie Hank, Cobra Killer, Coco Moon, Dunkelbunt, Efterklang, Freja Loeb, Grim Stand-up, Gustav Foss, Kill Screen Music, Marvel Hill, Negash Ali, Odd Man Out and One Love, Orange Monks, Raunchy, Robudo, Rumpistol, Snejegast, Snoleopard, Supercharger, Surfact, The Bang Bang Brain, The Bronson Brothers, The Surfing Henchmen, The Tremolo Beer Gut, Troels Abrahamsen, Turboweekend

- 2011: Afenginn, Alcoholic Faith Mission, Analogik, Annasaid, Autofiction, Bo Marley, Brother Grimm, Cola Freaks, Darling Don't Dance, Deer Bear, Die A Little, Driver Driver, Fire Slag, Frank Ziyanak, Fukt, Go Go Berlin, In Memoirs, Julaw, Kill Screen Music, Kites and Komets, Lucy Love, Machine, Mads Langer, Ordets Magt, Own Road, Per Vers, Powersolo, Reptile and Retard, Robudo, Surf In Stereo, The Artems, The Burning, Veto, Vincent van Go Go, Zeitgeist

- 2012: Analogik, Benji & The Jellymen, BliGlad, Blunt, Bottled In England, Carpark North, Den Sorte Skole, DJ Static, Helmet Compass, Jonas Breum, Kids of the Wood, Kites and Komets, Linkoban, Los Illuminados, Lydmor, Mads Bjørn, Mercenary, Mettro, Mixtune For Cully, MR. Fish, Pato Siebenhaar, Phases, Rangleklods, Ring Them Bells, Robudo, Rune T. Kidde, Shaka Loveless, Spektr, Telestjernen, The 20Belows, Thee Attacks, Tudsegammelt, Waldo & Marsha

- 2013: 100 % Max Akwaaba, Barbara Moleko, Bon Homme, Bottled In England, Club Dish Bertram Fjelle Dreamteam, Complicated Universal Cum, Dance With Dirt, Eaggerstunn, Flødeklinikken, Freddy, Bang Bang & Dyhr, Fjelle Dreamteam, Go Go Berlin, Hatesphere, Ibrahim Electric, Jonny Hefty& Jøden, Julaw, Kim and the Cinders, Klepti Klepti, Monkey Club, Strangeways, Mont Oliver, Mother Lewinsky, MØ, Pede B& DJ Noize, Peter Sommer, Rasmus Walter, Robudo, Roxy Jules, Sky Architect, So-so Echo, Tako Lako, The Broken Beats, The Floor Is Made of Lava, The Giant Fox & William Honda Group, Velvet Volume

- 2014: Analogik, Baby In Vain, Camilo & Grande, Chorus Grant, Closeminded, Cody, Elliphant, Gypsy Hill, I'll Be Damned, JJME, Julias Moon, Kaka& Pharfar, Karl William, Lucy Love, Marvelous Mosell, Novemberdecember, Point Blank, Robudo, Scarlet Pleasure, Sekuoia, Skambankt, Slowolf, The Fat White Family, The Minds of 99, The Portuguese Man of War, TopGunn, Trentemøller, Warm Champions, When Saints Go Machine, WhoMadeWho

- 2015: Av Av Av, Benal, Bikstok, Bjørn Svin, Blaue Blume, Cancer, Christian Hjelm, Cold Speacks, De Eneste To, Emil Stabil, Flogging Molly, Go Go Berlin, Heimatt, IAMJJ, I'll Be Damned, Jacobløberhjemmefra, Jonah Blacksmith, Jonny Hefty& Jøden, Karl William, Millencolin, Palma Violets, Pede B& DJ Noize, Rangleklods, Robudo, Siriuimodeselektor, Slaughter Beach, Sonja Hald, Spektors X Nonsens, The Eclectic Moniker, TopGunn, Velvet Volume, Zanjani, Zeitgeist

- 2016: Addisabababand, Big Dust, Chinah, Dance With Dirt, DJ Er Du Dum Eller Hvad?, DJ Static, Emilie Ramirez, Folkeklubben, Gilli, I'll Be Damned, Klumben& Raske Penge, Lady V & The Victory, Robudo, Sivas, The Blue Van, The White Dominos, Turboweekend, WhoMadeWho

- 2017: Analogik, Blondage, Choir of Young Believers, De Danske Hyrder, Dør Nr. 13, Farveblind, Go Go Berlin, Hush Forever, John Hassall, Jonah Blacksmith, JÆRV, Mzungu Kichaa, Noréll, Pattesutter, Robudo, The Chairman, The Franklin Electric, Von Dü, Vores Allesammens, Zookeepers

- 2018: Beast, Bersærk, Chili Machine, ESPICHICOQUE, Gurli Octavia, IAMJJ, I'll Be Damned, Jada, Kellermensch, K-Phax, KOPS, Lydmor, Mike Andersen, Monti, PALA, Robudo, Stig Trip, Tako Lako, Turboweekend, Uffe Lorenzen, Veto

- 2019: Jonny Hefty & Jøden, Sjakket, Ea Kaya, Xenoblight, Dør nr. 13, Bite The Bullet, Pede B & Aarhus Jazz Orchestra, Per Vers, Turquoise Sun, You Work For Me Now, Sherpa, Ravi Kuma, Love Shop, Goss, Peter Sommer & Tiggerne, The Entrepreneurs, When Saints Go Machine, Abdullah S, Farveblind, Big Baby Presents: The Monoliths, Fright Eye og Smertegrænsens Toldere, Klaus Handsome & Gadens Løse Fugle, Mags, Thøger Dixgaard, Fribytterdrømme, Speaker Bite Me, Bogfinkevej, MONTI, Analogik, The William Blakes, Monkey Club

- 2020: (aflyst grundet covid-19) Ida laurberg, Calby, Mekdes, In it Together (Corona Aid), Negash Ali, KOPS, Mary Jean, Battle of the band, William Crighton, Zar Paulo, Patina, Total hip replacement, Jonah Blacksmith, Tobias Rahim, Gypsies, Jærv, Bikstok: 15 års jubilæumsshow, Allan Olsen, Verdens sidste ide, Tessa, Magtens korridorer, JJ Paulo, Orkestr Partisanski

- 2021: Patina, Clara, Joyce, Phlake Akustisk, Tobias Rahim, Kops, Calby, Verdens sidste ide, Total hip replacement, Polars collide, Ganger, Mekdes, Blaue Blume, Prisma, JJ Paulo, Addisababba band, Allan Olsen, You work for me now, Hugorm, The boy that got away, Greta, FVN, Orkestr Partisanski, Miltown

- 2022: Jonny Hefty & Jøden m. venner, Sulka, William Crighton, Brimheim, Kellermensch, Blæst, Siamese, eee gee, The Mukherjee Development, Kajsa Vala, Rebecca Lou, Junglelyd, Josva, Dopha, Lydmor, Donkey Sound, Shawarma, Emil Kruse, Aysay, Iceage, Agnes Hartwich, Bogfinkevej & friends, Statisk, JJ Paulo, Go Go Berlin, Specktors

- 2023: Katinka band, Johnson, Lamin, Fribytterdrømme, Soleima, Per Vers, Zar Paulo, Bjonko and Friends, Fabräk, Kristian Leth, Lågsus DJ set, Pauline, Pind, Prisma, Ussel, Yakuza, Combos, Iver, Julie Pavon, Kalaset, Kind mod Kind, Mike Andersen, Pil, Rigmor, Sauna Senere, Skullclub, Smag på dig selv, To mikrofoner og en stak vinyler med Carsten Holm og Flemming Møldrup, Jazzklub med Emil Otto & his NOLA four, Jørn Hjorting Jam og Jakob Elvstrøm trio, DM i bilkort
- 2024: Baloosh, Benny Jamz, Bliglad, Carl Emil Petersen, Guldimund, Hans Philip, Myrkur, Psyched Up Janis, Tessa, Veto, Afskum, Angående mig, Av av av, Baal, Cumbian Colors, Den sorte skole, Døtre, Greta, Karen Mukupa, Laid Back, Luckypause, Mekdes, Nakkeknækker, Orkestr Partisanski, Sebastian Wolff, Solkur, Wildr, Øndi